# Cameronians
Cameronians és el nom, que en el segle xvii, van rebre els seguidors religiosos, una facció dels Covenanters, del pastor presbiterià escocès Richard Cameron (?1648-1680). També es diuen macmillanites, del nom de llur pastor John Macmillan que des del 1706 va governar el grup.

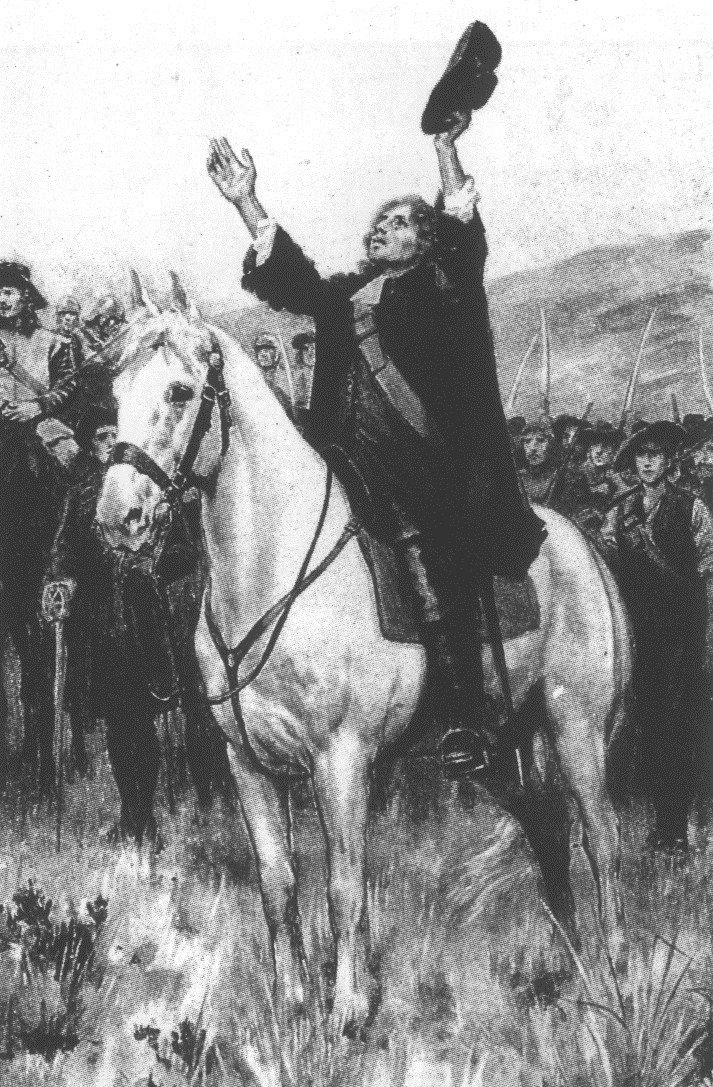
Il·lustració sobre Richard Cameron, «Lion of the Covenant»

Aquest grup religiós estava compost principalment pels que van signar la Declaració Sanquhar el 1680. Vers 1690 tenien uns quants milers d'afiliats.
Cameron no volia rebre la llibertat de consciència que el rei Charles I d'Anglaterra va concedir als presbiterians atès que això significaria reconéixer la supremacía del rei i considerar-lo com el cap de l'església. Aquestes conviccions eren s'inspiraven del calvinisme. Els cameronians es van sublevar contra el rei d'Anglaterra però van ser reduïts militarment l'any 1690. Durant el regnat de William III es van reagrupar amb els altres presbiterians. El 1706 van tornar a agafar les armes prop d'Edimburg, però les tropes els van dispersar.
No s'ha de confondre Richard Cameron amb John Cameron, un altre calvinista escocès que s'exilà a França.

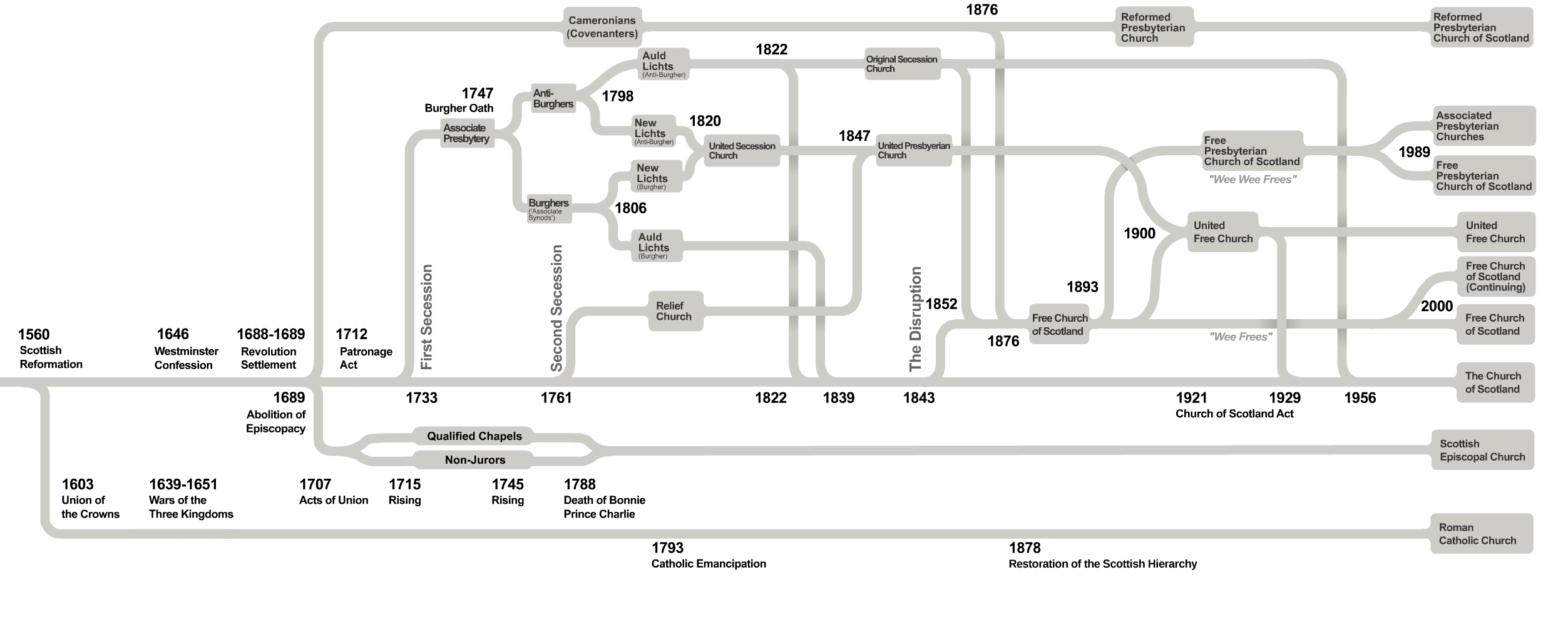
Evolució en el temps de les esglésies escoceses des de l'any 1560